# Cleistopholis glauca
Cleistopholis glauca là loài thực vật có hoa thuộc họ Na. Loài này được Pierre ex Engl. & Diels mô tả khoa học đầu tiên năm 1901.